# آشا (فیلم ۱۹۸۰)
«آشا» (به هندی: Aasha) یا امید (به انگلیسی: Hope) فیلمی هندی است که در سال ۱۹۸۰ منتشر شد. از بازیگران آن می‌توان به هریتک روشن اشاره کرد.